# 집광형 태양광 발전

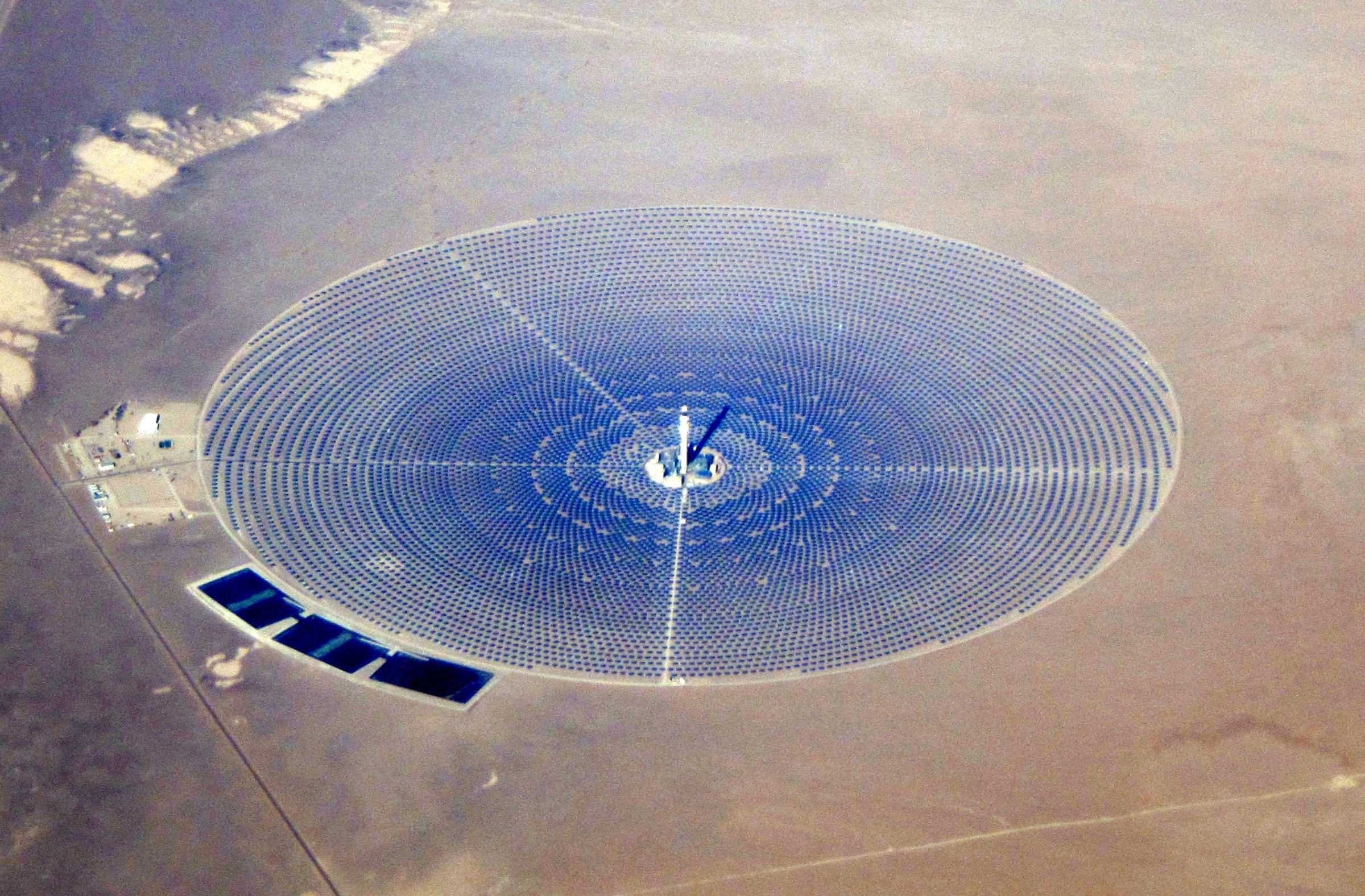
2014년 라스 베가스 인근의 110MW급 태양열 발전소

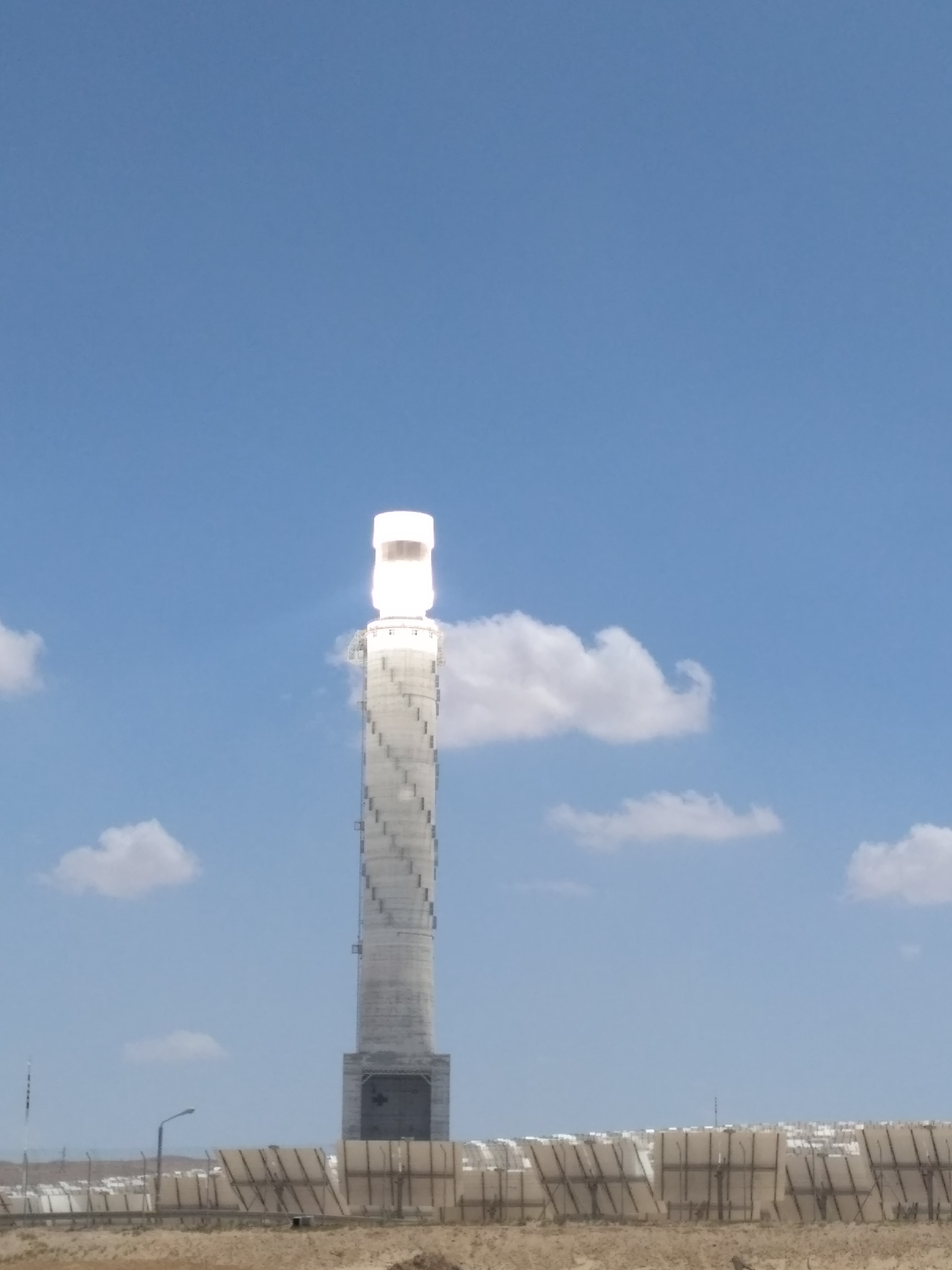
이스라엘의 세계 최고 높이의 집광탑

집광형 태양광 발전(CSP, Concentrated solar power)은 태양광을 거울로 반사시켜 가운데 집광탑에 집광을 하여 전기를 생산하는 발전소다.

## 역사
많은 거울들이 태양의 위치에 따라 자동으로 움직이면서, 가운데 타워로 집광을 한다. 집광기는 열을 내며, 이는 물을 증기로 만들어 증기 터빈을 돌린다. 증기 터빈에 연결된 발전기가 전기를 생산한다.
두바이 주변 사막에 건설되는 태양광 발전 단지 모하마드 빈라시드 알막툼 솔라파크에 들어서는 CSP 발전소는 2020년 4분기부터 가동된다. 발전용량은 700㎿다. 우선협상자로 선정된 컨소시엄은 발전 단가를 ㎾h당 7.3달러(8128원)로 제안했다. 총 사업비는 39억 달러로, 집광탑이 280m로 전 세계 CSP 가운데 가장 높다.
한국의 경우, 발전단가가 원전 60.7원/kWh, 석탄 91.2원/kWh, LNG 114.6원/kWh, 태양광 120원/kWh이고, 한전의 평균 구입 단가는 110원/kWh이다. 이에 비하면, CSP 발전단가 8128원/kWh 은 매우 비싼 편이다.

## PV
거울로 집광해서 증기 터빈을 돌리는 것은 CSP 태양광 발전, 반도체인 태양전지로 발전하는 것은 PV 태양광 발전이라고 한다. PV는 태양광 발전 참조.

## 같이 보기
- 태양로